# Phacelia grandiflora
Phacelia grandiflora är en strävbladig växtart som först beskrevs av George Bentham, och fick sitt nu gällande namn av Samuel Frederick Gray. Phacelia grandiflora ingår i Faceliasläktet som ingår i familjen strävbladiga växter. Inga underarter finns listade i Catalogue of Life.